# Operation Kappsegling
Operation Kappsegling var ett täcknamn för militariseringen av  Åland  22 juni 1941, genom vilken Finland strävade efter att förhindra en sovjetisk landstigning i området.
Enligt ett beslut från Nationernas Förbund blev Åland demilitariserat 1921, vilket innebar att området tömdes på militära trupper och materiel. Strax efter vinterkrigets slut kontrollerades såväl Hangöudd som Estland av sovjetiska trupper och den finländska ledningen befarade att Sovjetunionen planerade en landstigning i det demilitariserade området. I april färdigställdes den finska planen för militariseringen och enligt dess riktlinjer började trupper förflyttas till kusten mellan Åbo och Björneborg. 
I samband med startskottet för Operation Barbarossa den 22 juni 1941 inleddes också Operation Kappsegling. I överskeppningen deltog över 20 transportfartyg som till sitt skydd hade Finlands två pansarskepp Ilmarinen och Väinämöinen samt de tre kanonbåtarna Uusimaa, Hämeenmaa och Karjala. Över 5000 man samt artilleri sattes redan samma kväll iland i Mariehamn, efter att under färden resultatlöst blivit attackerade av sovjetiskt flyg. Sovjetunionen hade efter vinterkrigets slut gjort upp en liknande plan, men något landstigningsförsök genomfördes aldrig från deras sida.
Efter några månader började man dock successivt förflytta trupperna till den egentliga fronten i öster, emedan Sovjets utrymning av Hangöbasen och de tyska truppernas framryckning i de baltiska staterna reducerade Sovjetunionens inflytande över Östersjön och risken för en landstigning minskade. Efter fortsättningskriget tömdes området på all militär och Åland är sedan dess igen demilitariserat.